# Lie to Me
Lie to Me är en amerikansk TV-serie från 2009.
Huvudpersonen, Dr. Cal Lightman (Tim Roth) och kollegan Dr. Gillian Foster (Kelli Williams), upptäcker lögner genom att observera kroppsspråk små ansiktsrörelser med hjälp av Facial Action Coding System. De använder detta för att hjälpa klienter till exempel inom polisen. Rollfiguren Dr. Cal Lightman är baserad på Paul Ekman, som är psykolog och expert på kroppsspråk och ansiktsrörelser.
Den 10 maj 2011, lade Fox ned serien efter sin tredje säsong på 13 avsnitt.

## Rollista
- Tim Roth som Dr. Cal Lightman (48 avsnitt, 2009-2011)
- Kelli Williams som Dr. Gillian Foster (48 avsnitt, 2009-2011)
- Brendan Hines som Eli Loker (48 avsnitt, 2009-2011)
- Monica Raymund som Ria Torres (48 avsnitt, 2009-2011)
- Hayley McFarland som Emily Lightman (Cal Lightmans dotter) (40 avsnitt, 2009-2011)

## Avsnitt

### Säsong 1
1. Pilot
2. Moral Waiver
3. A Perfect Score
4. Love Always
5. Unchained
6. Do No Harm
7. The Best Policy
8. Depraved Heart
9. Life Is Priceless
10. Better Half
11. Undercover
12. Blinded
13. Sacrifice

### Säsong 2
1. The Core of It
2. Truth or Consequences
3. Control Factor
4. Honey
5. Grievous Bodily Harm
6. Lack of Candor
7. Black Friday
8. Secret Santa
9. Fold Equity
10. Tractor Man
11. Beat the Devil
12. Sweet Sixteen
13. The Whole Truth
14. React to Contact
15. Teacher and Pupils
16. Delinquent
17. Bullet Bump
18. Headlock
19. Pied Piper
20. Exposed
21. Darkness and Light
22. Black and White

### Säsong 3
1. In the Red
2. The Royal We
3. Dirty Loyal
4. Double Blind
5. The Canary's Song
6. Beyond Belief
7. Veronica
8. Smoked
9. Funhouse
10. Rebound
11. Saved by valter the sandwhich
12. Gone savage
13. Killer App